# Eric Oelschlägel
Eric Oelschlägel, född 20 september 1995 i Hoyerswerda, är en tysk fotbollsspelare som spelar för FC Utrecht.
Oelschlägel blev olympisk silvermedaljör i fotboll vid sommarspelen 2016 i Rio de Janeiro.